# Glenea quadriochreomaculata
Glenea quadriochreomaculata é uma espécie de escaravelho da família Cerambycidae. Foi descrita por Stephan von Breuning em 1966. É conhecida a sua existência nas Filipinas.